# Mabetex
De Mabetex Group is een internationaal concern dat werd opgericht in 1990 en het moederbedrijf is van Mabetex en andere bedrijven. Het concern werd opgericht en is in het bezit van de Kosovaars Albanese zakenman en politicus Behgjet Pacolli. Pacolli is oprichter van de politieke partij Nieuwe Kosovo Alliantie die bij de verkiezingen van 17 november 2007 12,3% van de stemmen behaalde.
De Mabetex Group is gespecialiseerd in de bouw en renovatie van grote gebouwen. Het bedrijf had veel projecten in Rusland en de voormalige Sovjetrepubliek. Het hoofdkantoor staat in Lugano, Zwitserland en er zijn vestigingen over de gehele wereld, inclusief in Kosovo en Albanië.